# Dobratycze (gromada)
Dobratycze – dawna gromada, czyli najmniejsza jednostka podziału terytorialnego Polskiej Rzeczypospolitej Ludowej w latach 1954–1972.
Gromady, z gromadzkimi radami narodowymi (GRN) jako organami władzy najniższego stopnia na wsi, funkcjonowały od reformy reorganizującej administrację wiejską przeprowadzonej jesienią 1954 do momentu ich zniesienia z dniem 1 stycznia 1973, tym samym wypierając organizację gminną w latach 1954–1972.
Gromadę Dobratycze z siedzibą GRN w Dobratyczach utworzono – jako jedną z 8759 gromad na obszarze Polski – w powiecie bialskim w woj. lubelskim na mocy uchwały nr 5 WRN w Lublinie z dnia 5 października 1954. W skład jednostki weszły obszary dotychczasowych gromad Dobratycze wieś, Dobratycze kol., Kołpin-Ogrodniki, Kostomłoty, Lebiedziew, Murawiec, Zastawek i Żuki ze zniesionej gminy Kodeń w tymże powiecie. Dla gromady ustalono 14 członków gromadzkiej rady narodowej.
1 stycznia 1960 do gromady Dobratycze włączono wieś Kożanówka ze zniesionej gromady Kopytów w tymże powiecie.
1 stycznia 1969 gromadę zniesiono, włączając jej obszar do gromad Kodeń (wsie Kostomłoty, Kozanówka i Dobratycze) i Błotków Duży (wsie Dobratycze Kolonia, Kołpin-Ogrodniki, Lebiedziew, Murawiec, Zastawek i Żuki) w tymże powiecie.